# Crépand
Crépand ist eine französische Gemeinde mit 317 Einwohnern (Stand 1. Januar 2022) im Département Côte-d’Or in der Region Bourgogne-Franche-Comté. Sie gehört zum Arrondissement Montbard und zum gleichnamigen Kanton.
Nachbargemeinden sind Montbard im Norden, Montigny-Montfort im Osten, Senailly im Süden, Saint-Germain-lès-Senailly im Südwesten und Quincerot im Westen.

## Bevölkerungsentwicklung
| Jahr                       | 1962 | 1968 | 1975 | 1982 | 1990 | 1999 | 2008 | 2015 |
| -------------------------- | ---- | ---- | ---- | ---- | ---- | ---- | ---- | ---- |
| Einwohner                  | 275  | 292  | 343  | 328  | 348  | 340  | 350  | 331  |
| Quellen: Cassini und INSEE |      |      |      |      |      |      |      |      |